# 137 г. пр.н.е.
137 (сто тридет и седма) година преди новата ера (пр.н.е.) е година от доюлианския (Помпилийски) римски календар.

## Събития

### В Римската република
- Консули са Марк Емилий Лепид Порцина и Гай Хостилий Манцин.
- Консулът Манцин е изпратен с армия, в чийто състав попада и младият квестор Тиберий Гракх, в Близка Испания, за да води Нумантинската война.[1]
- Манцин се проваля и армията му е обкръжена, а за да избегне пълно унищожение той изпраща Гракх да преговаря за примирие. Сключено е споразумение, според което Манцин се задължава да признае независимостта на Нуманция от името на Рим в замяна на осигуряване на безопасно оттегляне за него и армията му. Новината за сторенето от консула предизвиква възмущение и сериозен скандал в Рим.[1]
- Народният трибун Луций Касий Лонгин Равила прокарва закона Lex Cassia Tabellaria, с който се въвежда писмено (т.е. тайно) гласуване на място на явното гласуване за процесите, когато събранията действат като съдилища, освен в тези процеси, които са за държавна измяна.[2]

## Починали
Бележки: